# Distretto dell'Albula
Il distretto dell'Albula è stato un distretto del Canton Grigioni, in Svizzera, fino alla sua soppressione avvenuta il 31 dicembre 2015. Dal 1º gennaio 2016 nel cantone le funzioni dei distretti e quelle dei circoli, entrambi soppressi, sono stati assunti dalle nuove regioni; il territorio dell'ex distretto dell'Albula coincide con quello della nuova regione Albula con l'eccezione del comune di Mutten, assegnato alla regione Viamala.
Il distretto confinava con i distretti di Plessur a nord, di Prettigovia/Davos a nord-est, di Maloggia a sud-est e di Hinterrhein a ovest. Il capoluogo era Albula. Il distretto di Albula era il quinto distretto per superficie ed il nono per popolazione del Canton Grigioni.

## Geografia antropica

### Suddivisioni amministrative

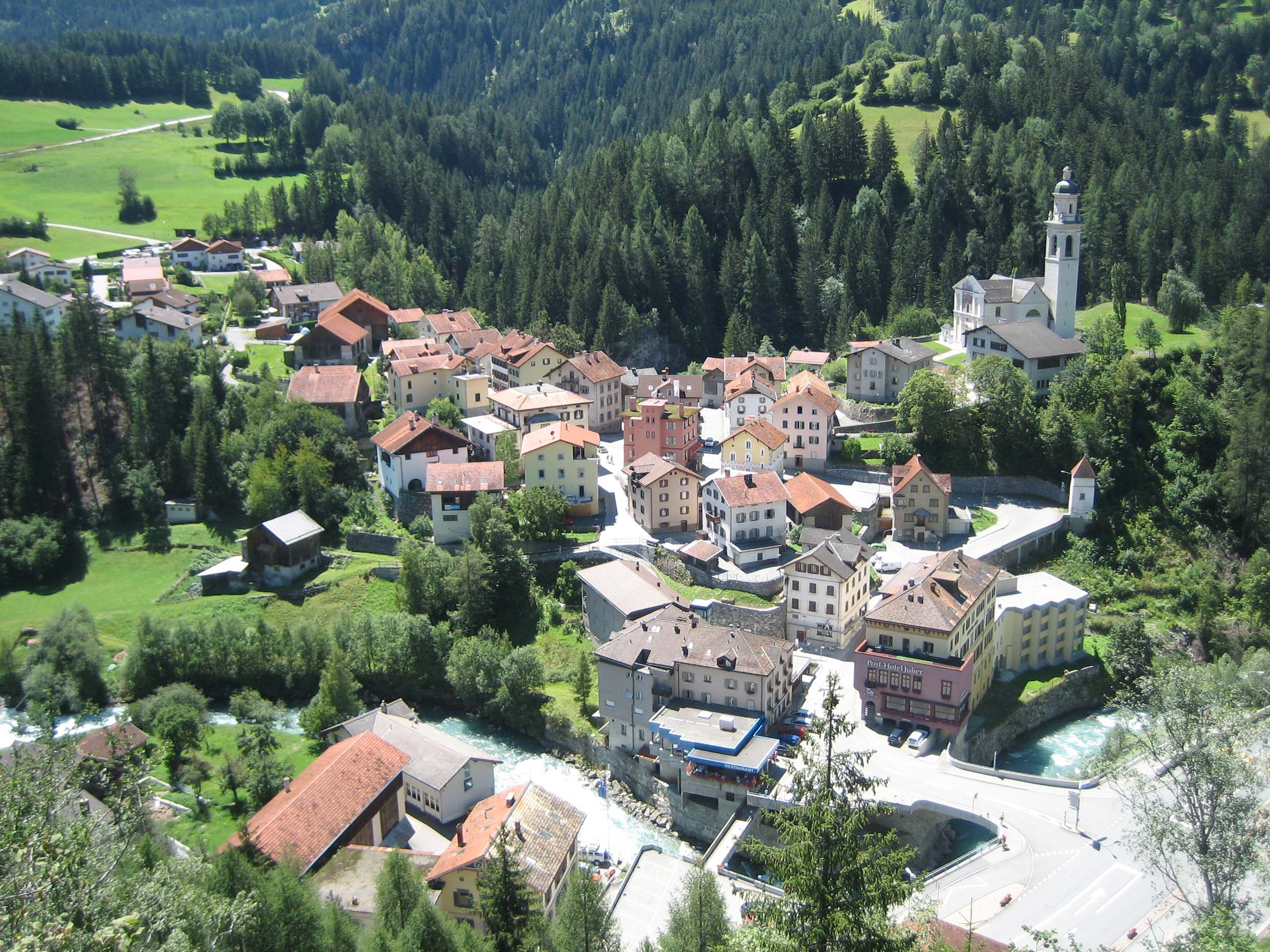
Tiefencastel, Albula

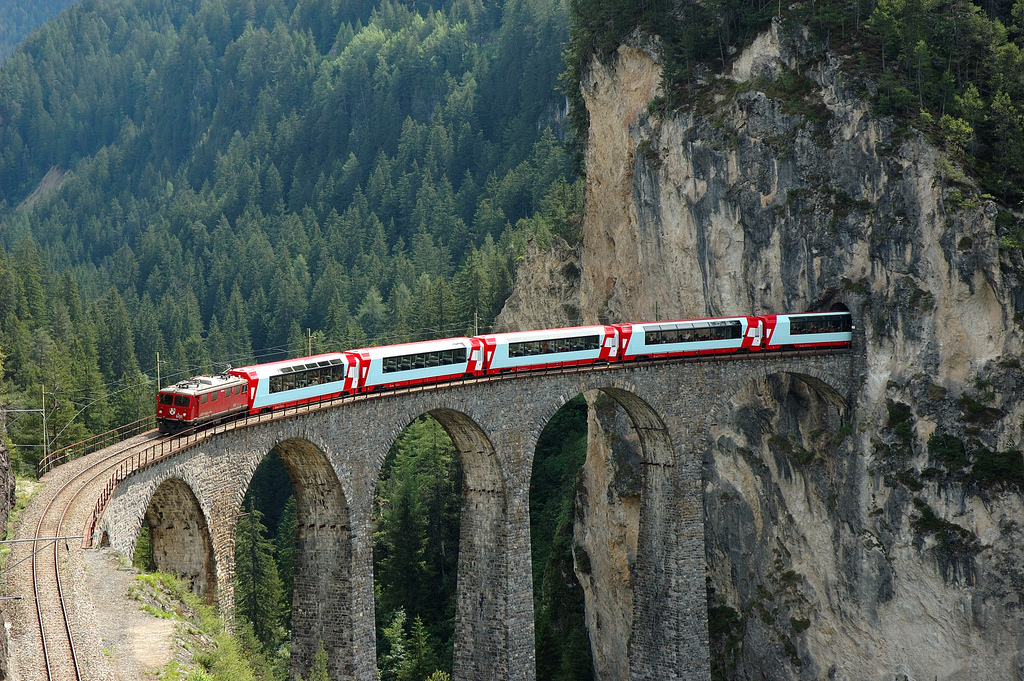
Glacier Express sul viadotto Landwasser

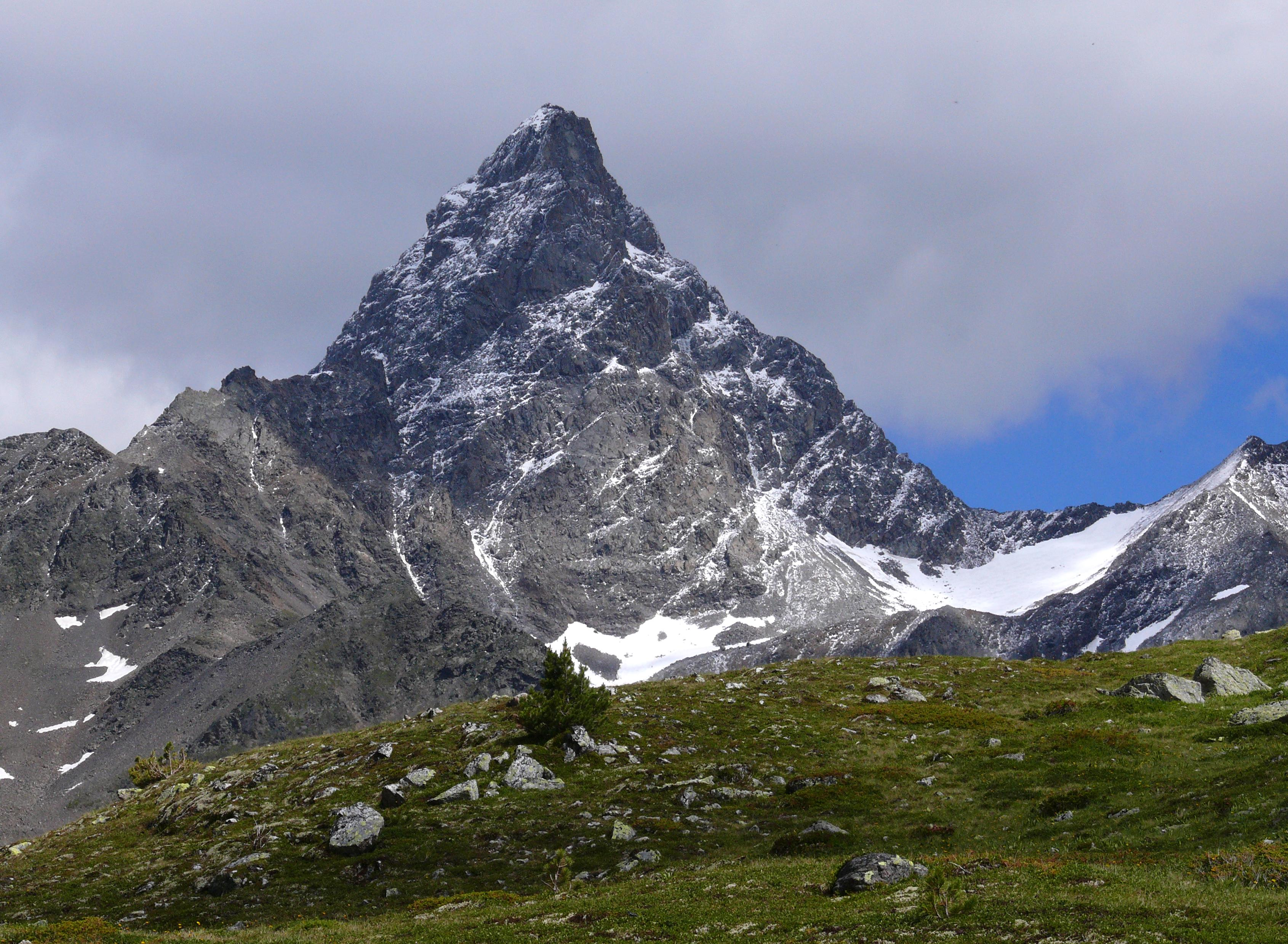
Piz Kesch

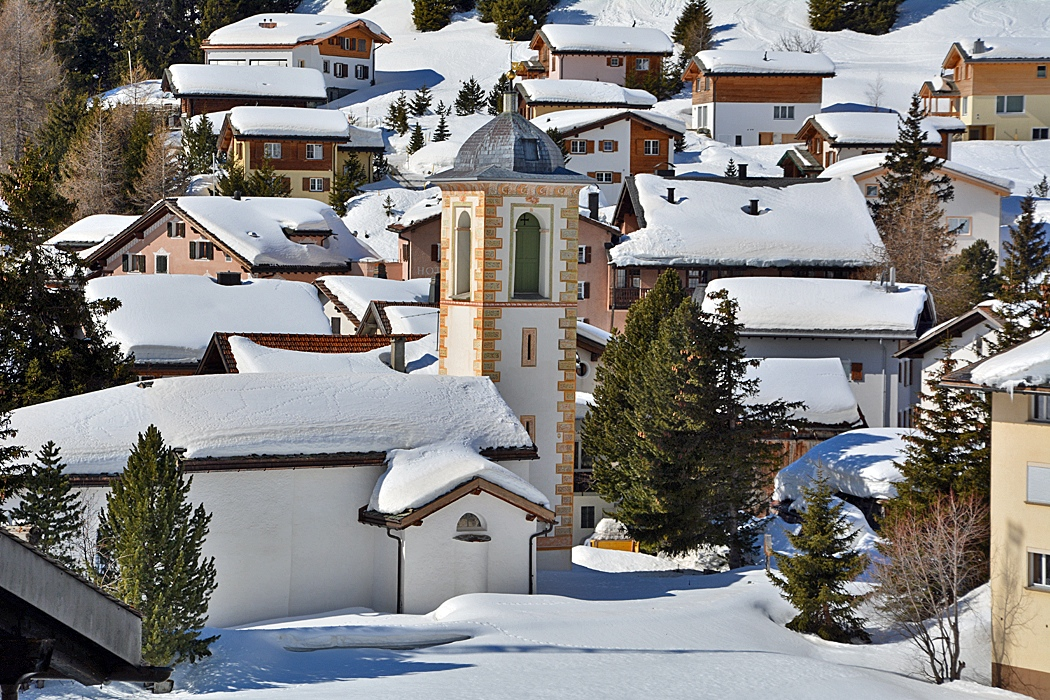
Chiesa cattolica di Bivio

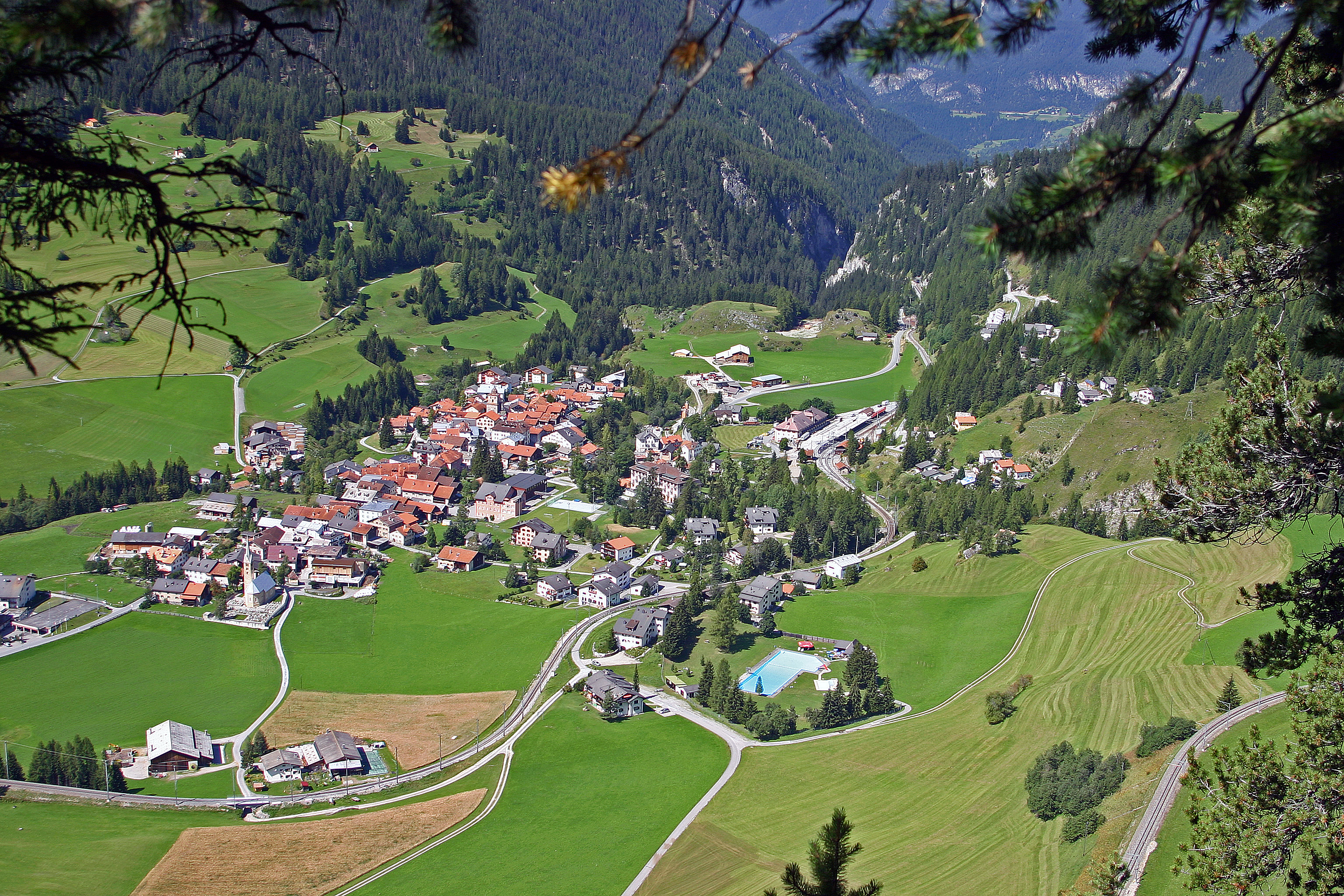
Bergün/Bravuogn

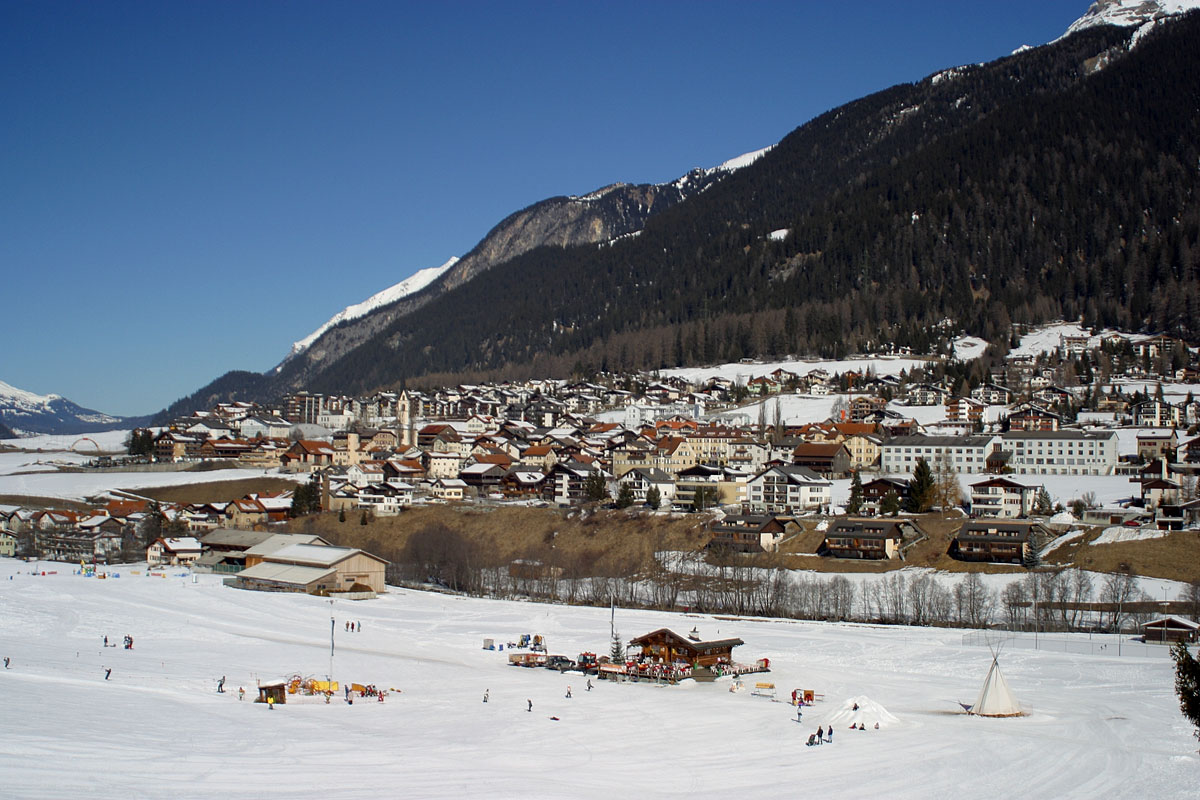
Savognin

Il distretto dell'Albula era diviso in 4 circoli e 16 comuni.
| Circolo di Alvaschein | Circolo di Alvaschein | Circolo di Alvaschein | Circolo di Alvaschein |
| Stemma                | Nome del comune       | Abitanti 31-12-2016   | Superficie in km²     |
| --------------------- | --------------------- | --------------------- | --------------------- |
|                       | Albula                | 1347                  | 93.63                 |
| Mutten                | Mutten                | 67                    | 9.96                  |
| Vaz/Obervaz           | Vaz/Obervaz           | 2716                  | 42.51                 |

| Circolo di Belfort | Circolo di Belfort | Circolo di Belfort  | Circolo di Belfort |
| Stemma             | Nome del comune    | Abitanti 31-12-2016 | Superficie in km²  |
| ------------------ | ------------------ | ------------------- | ------------------ |
| Lantsch/Lenz       | Lantsch/Lenz       | 538                 | 21.81              |
| Schmitten          | Schmitten          | 245                 | 11.35              |

| Circolo di Bergün | Circolo di Bergün | Circolo di Bergün   | Circolo di Bergün |
| Stemma            | Nome del comune   | Abitanti 31-12-2016 | Superficie in km² |
| ----------------- | ----------------- | ------------------- | ----------------- |
| Bergün            | Bergün/Bravuogn   | 503                 | 145.65            |
| Filisur           | Filisur           | 458                 | 44.49             |

| Circolo di Surses | Circolo di Surses | Circolo di Surses   | Circolo di Surses |
| Stemma            | Nome del comune   | Abitanti 31-12-2016 | Superficie in km² |
| ----------------- | ----------------- | ------------------- | ----------------- |
| Bivio             | Bivio             |                     | 76.73             |
| Cunter            | Cunter            |                     | 7.12              |
| Marmorera         | Marmorera         |                     | 18.90             |
| Mulegns           | Mulegns           |                     | 33.79             |
| Riom-Parsonz      | Riom-Parsonz      |                     | 55.97             |
| Salouf            | Salouf            |                     | 31.49             |
| Savognin          | Savognin          |                     | 22.24             |
| Sur               | Sur               |                     | 23.22             |
| Tinizong-Rona     | Tinizong-Rona     |                     | 54.30             |

## Variazioni amministrative

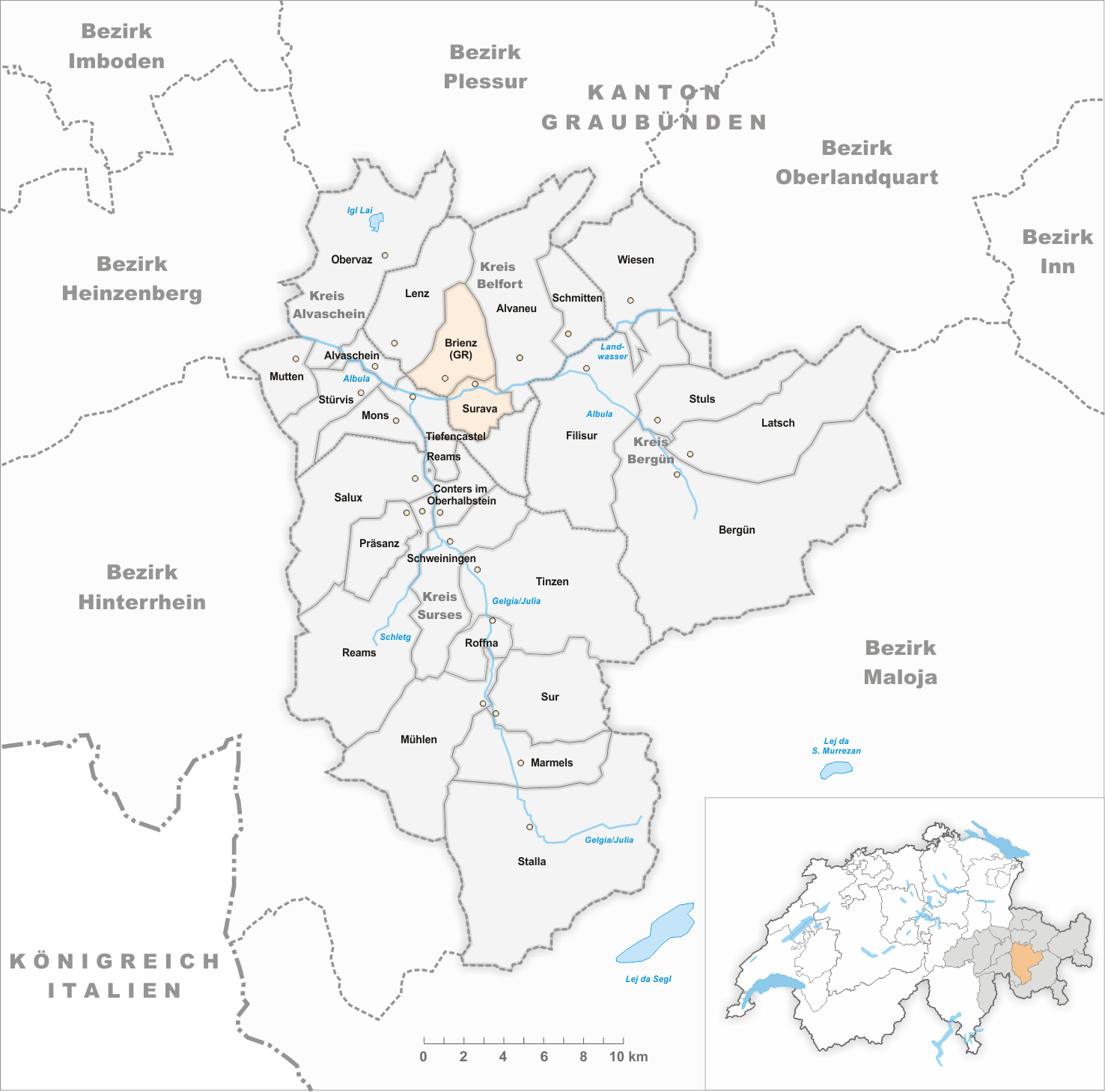
I comuni fino al 1868
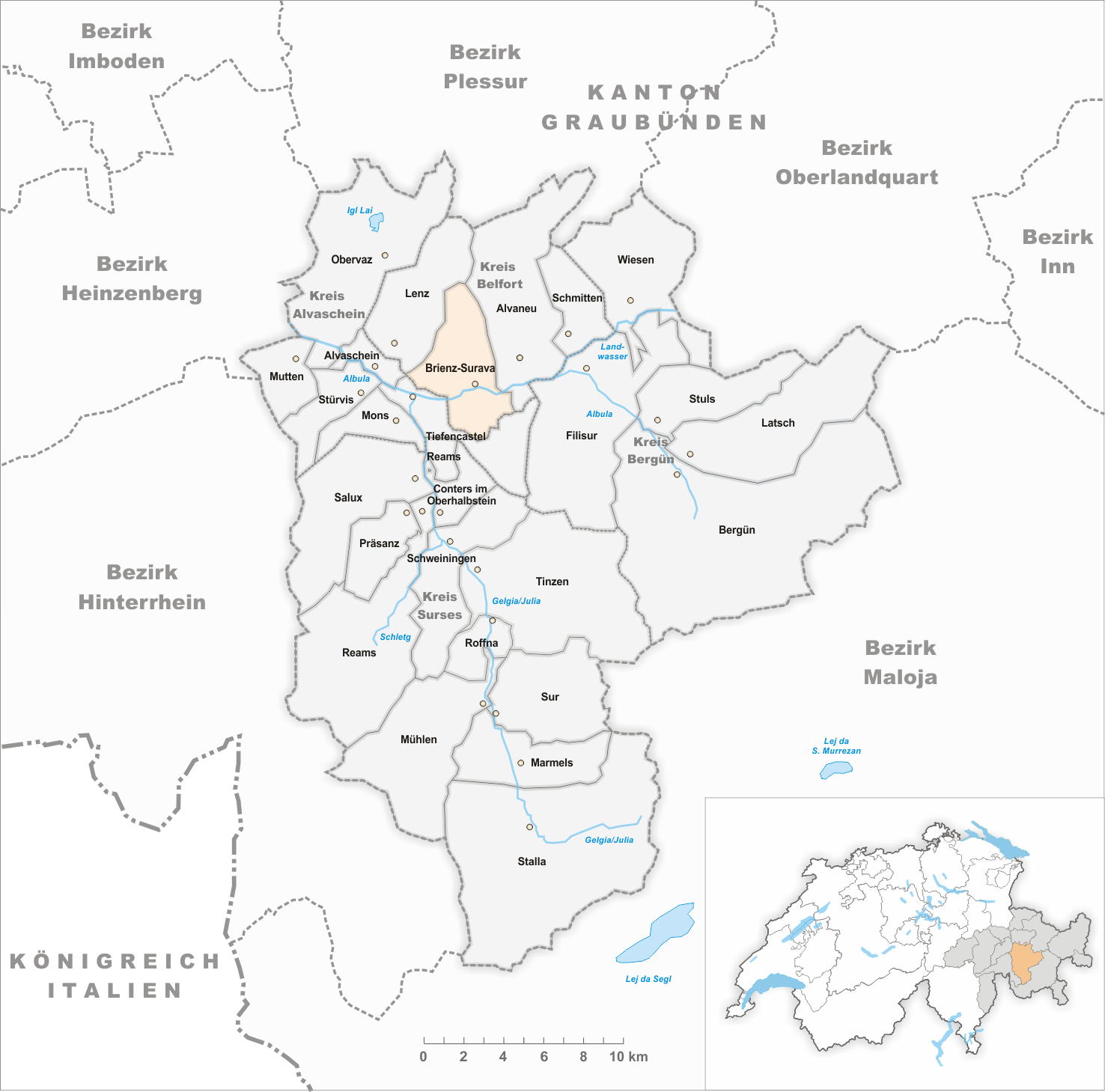
I comuni fino al 1882
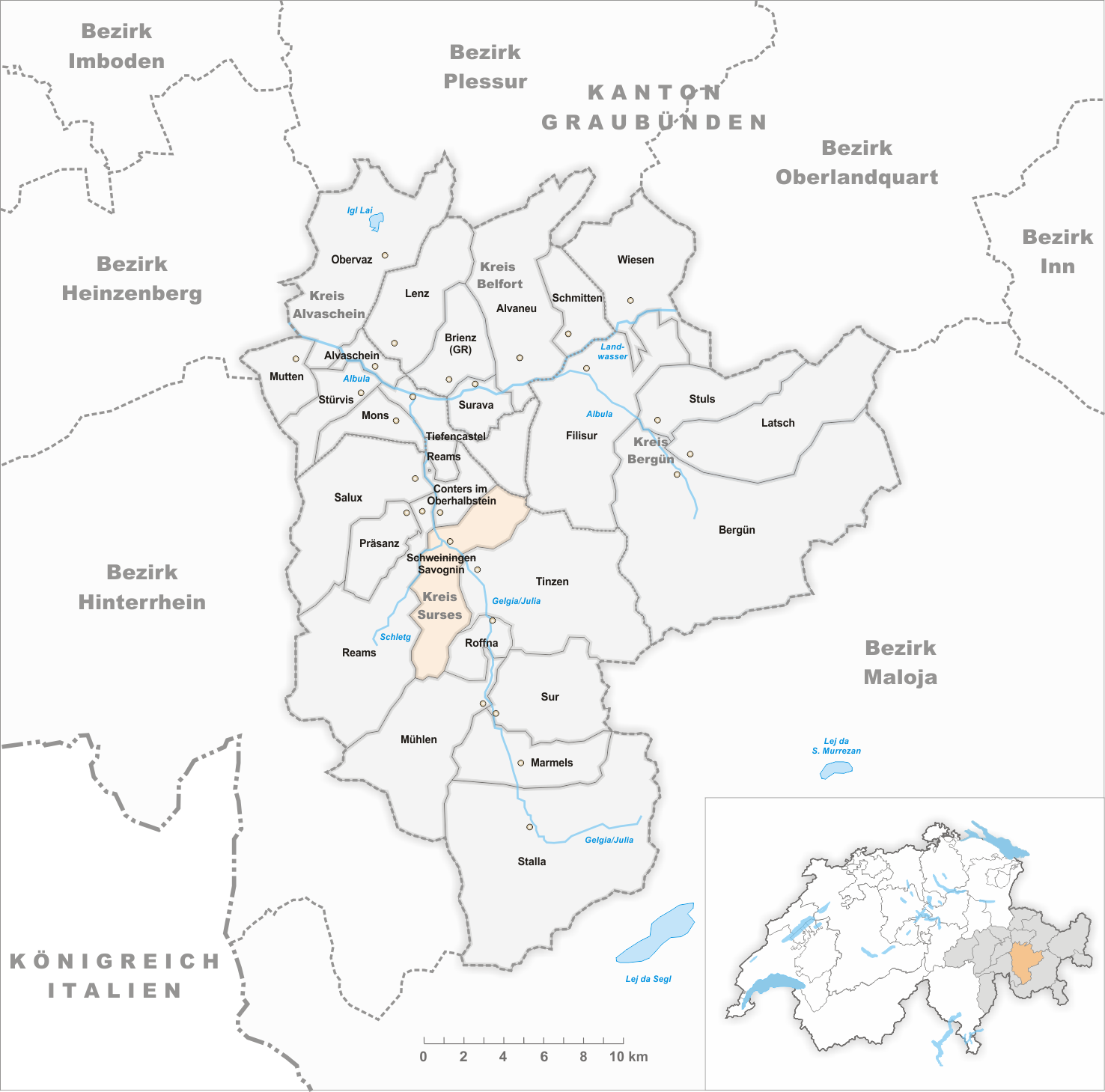
I comuni fino al 1889
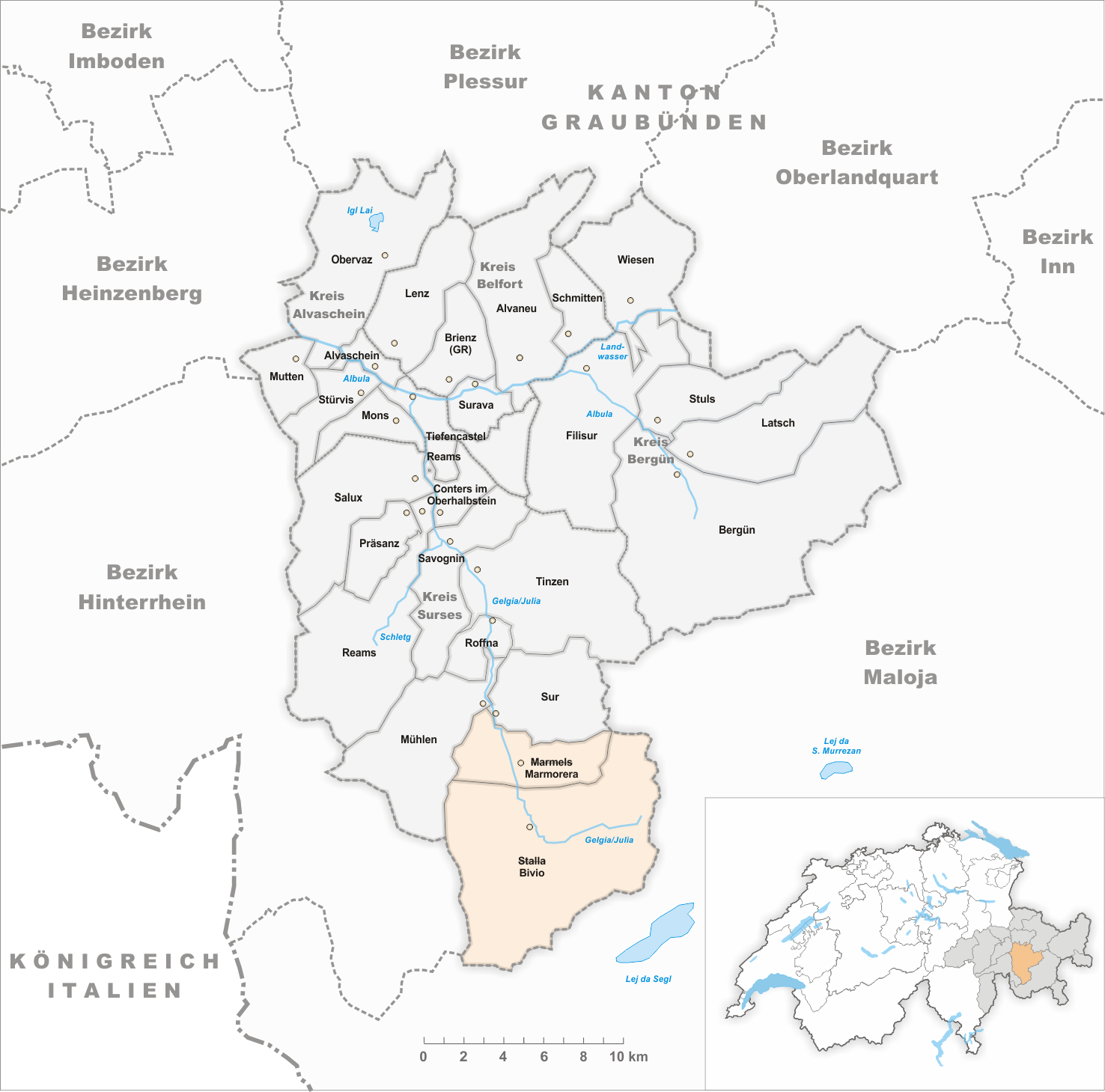
I comuni fino al 1901
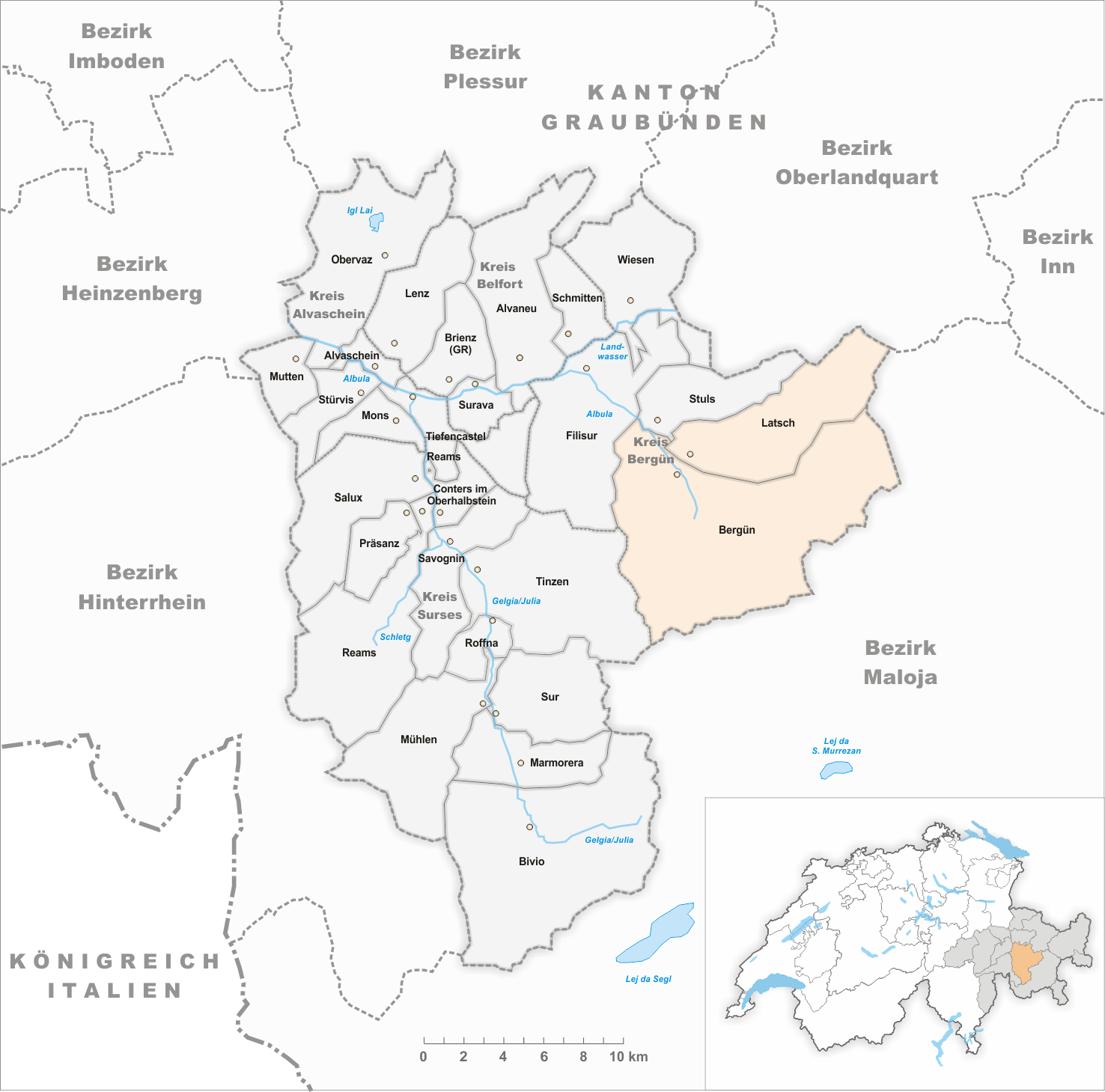
I comuni fino al 1911
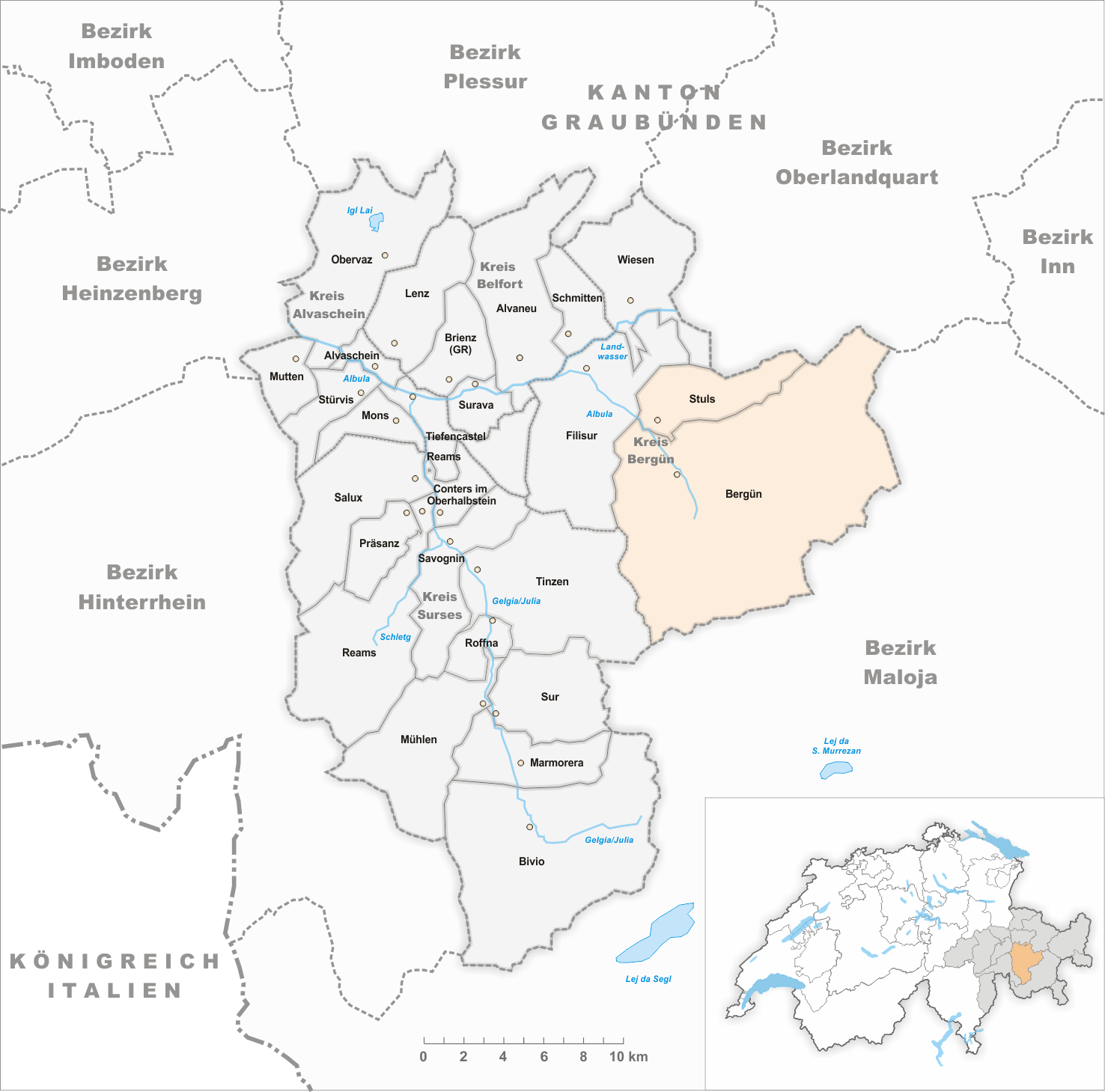
I comuni fino al 1919
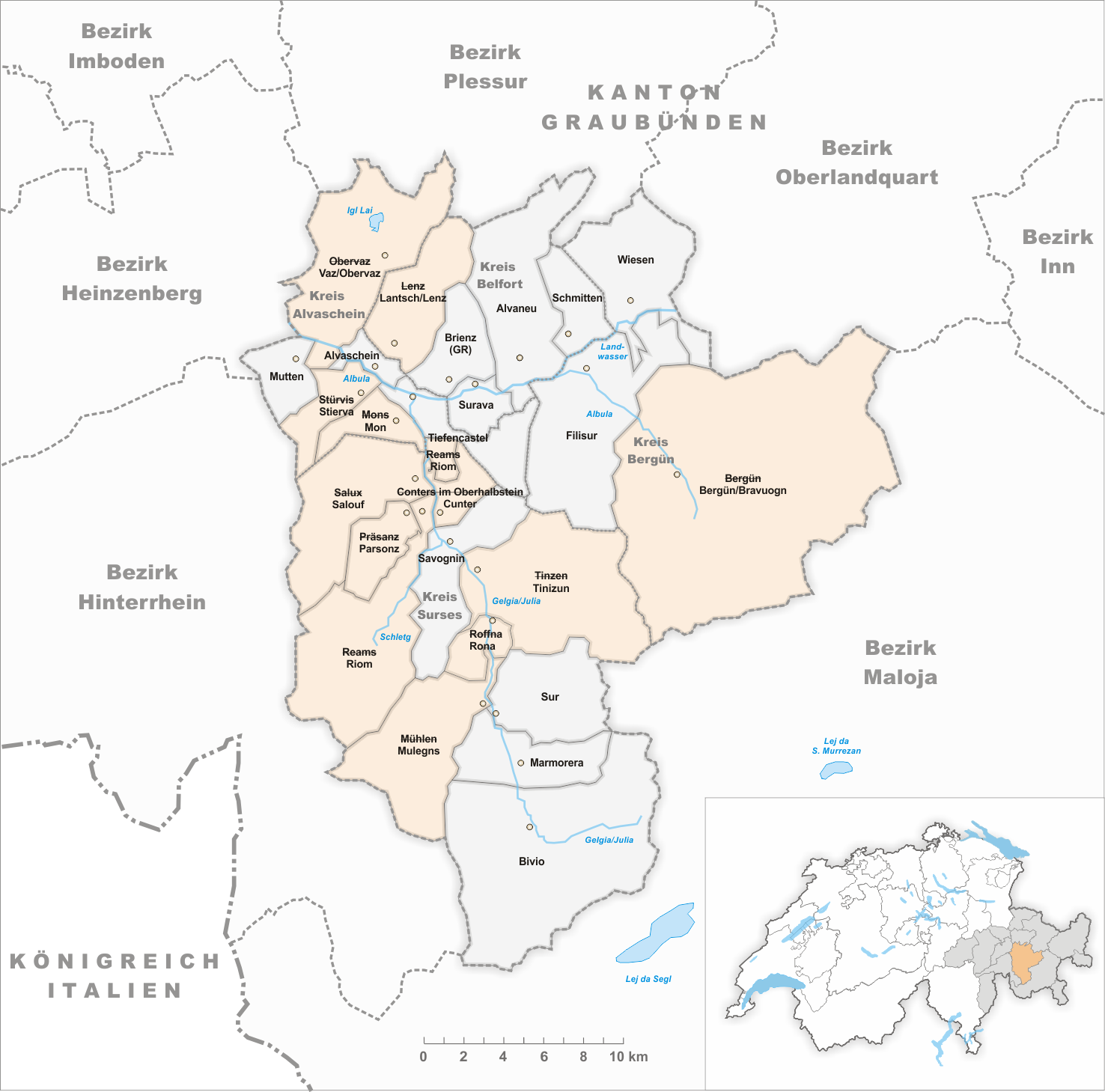
I comuni fino al 1942
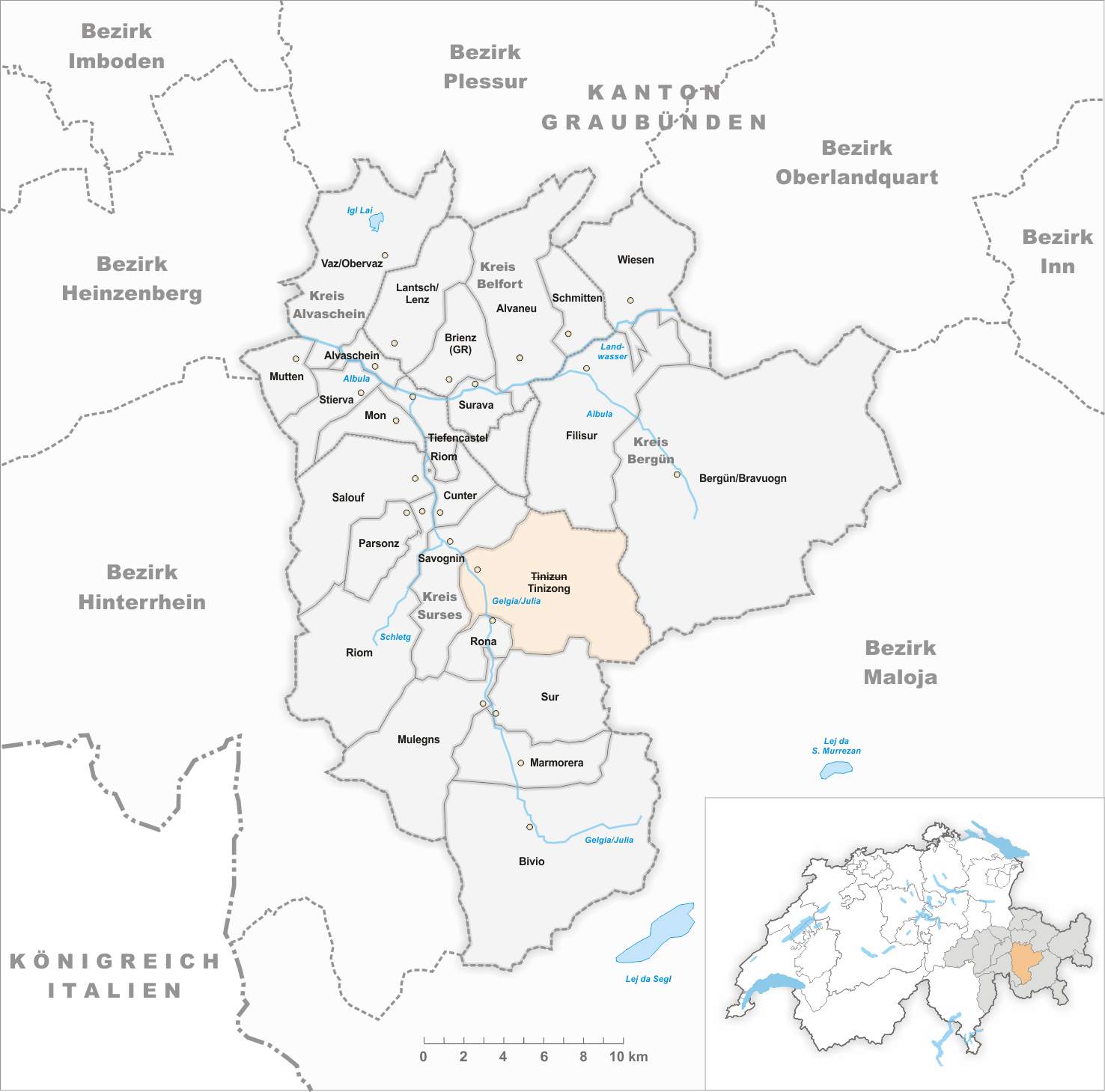
I comuni fino al 1943
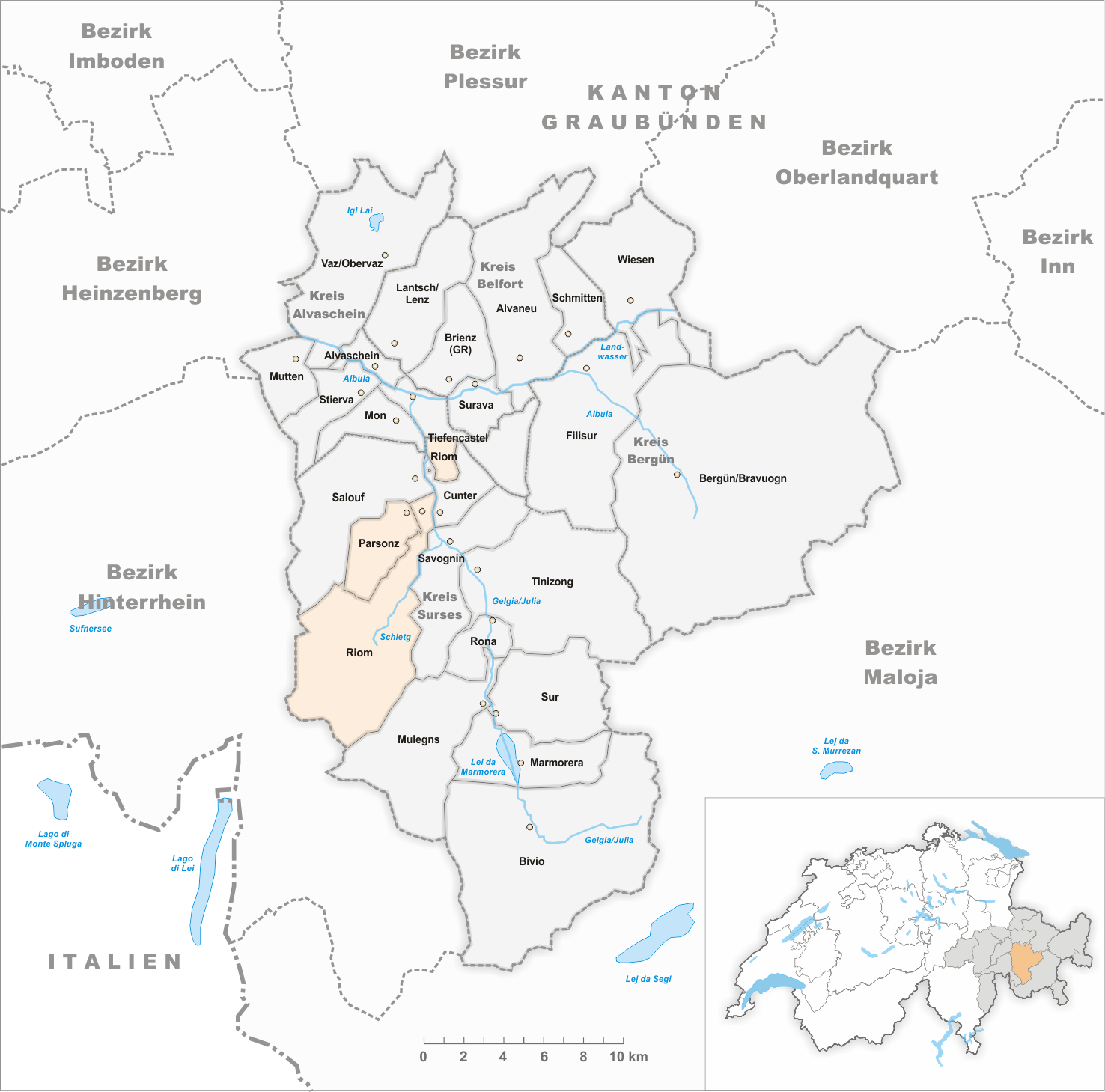
I comuni fino al 1978
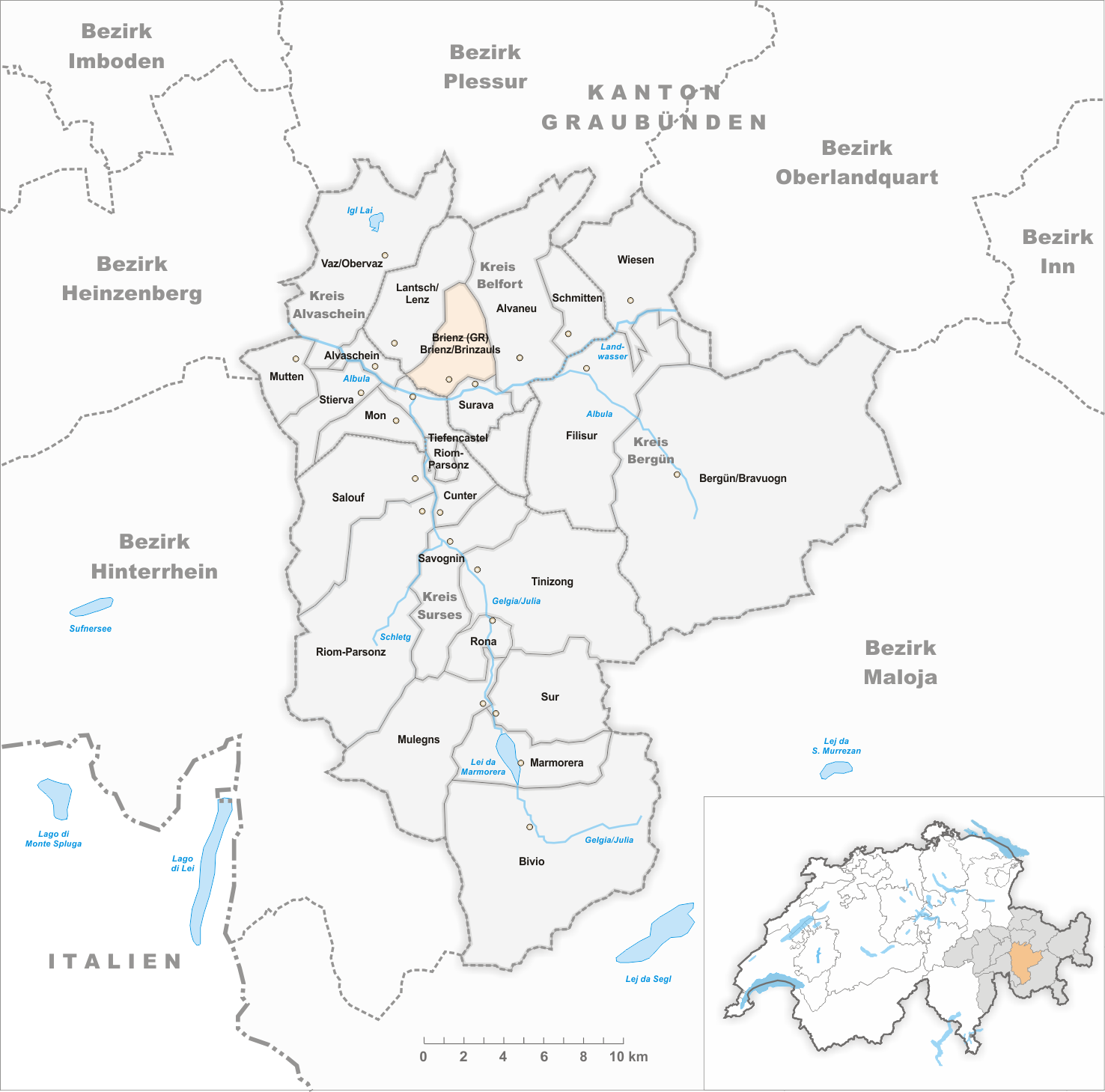
I comuni fino al 1995
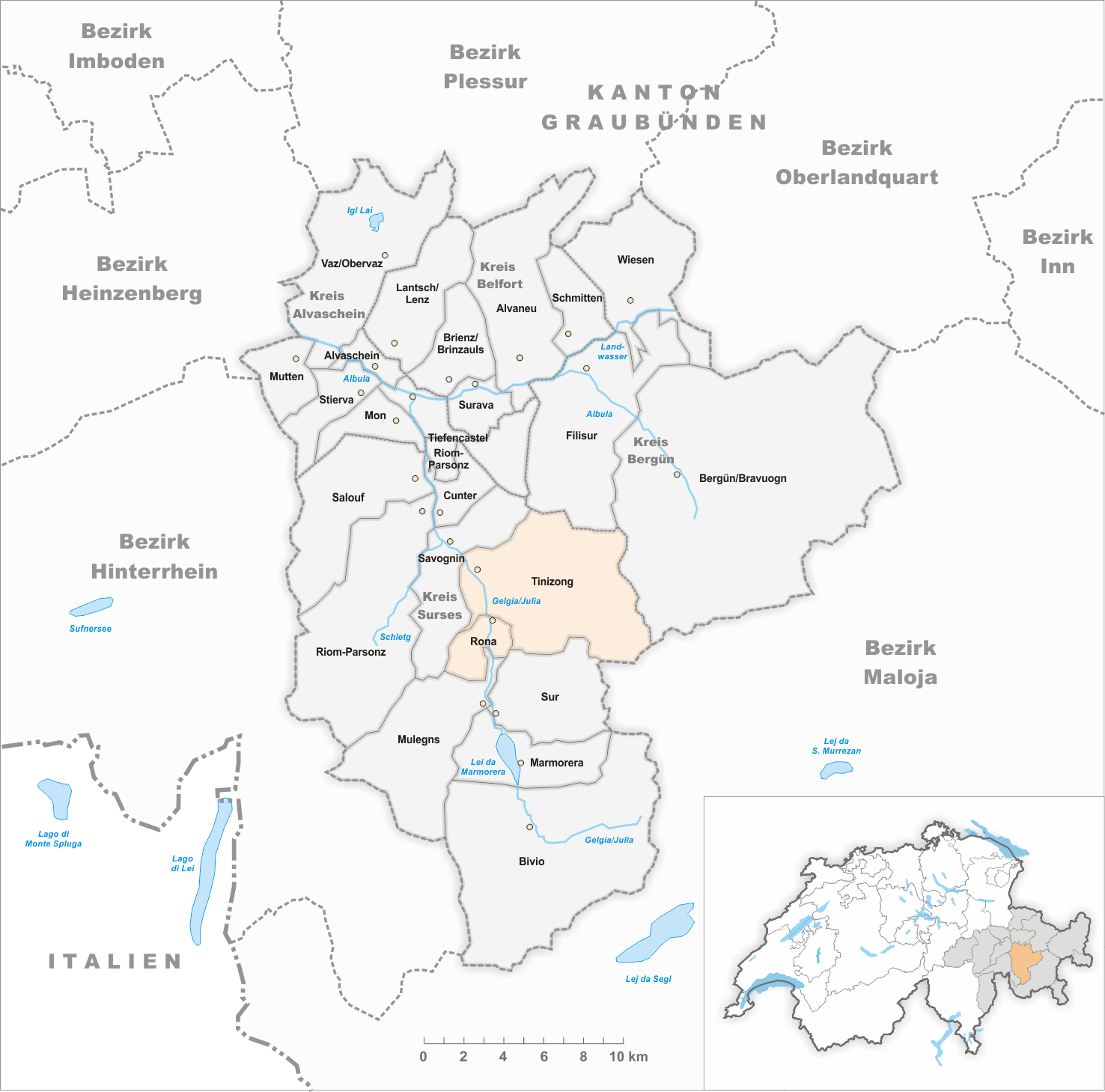
I comuni fino al 1997
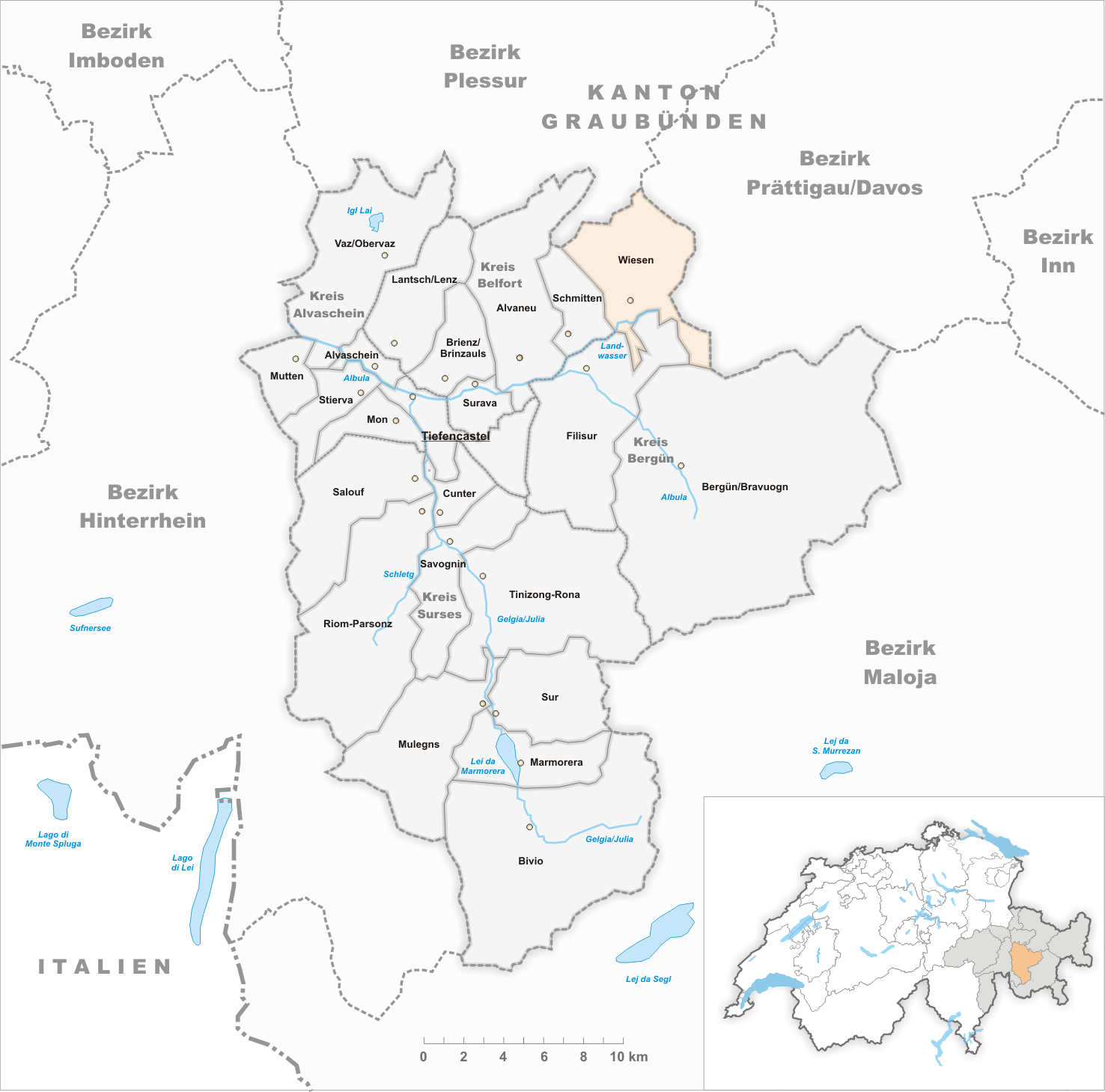
I comuni fino al 2008
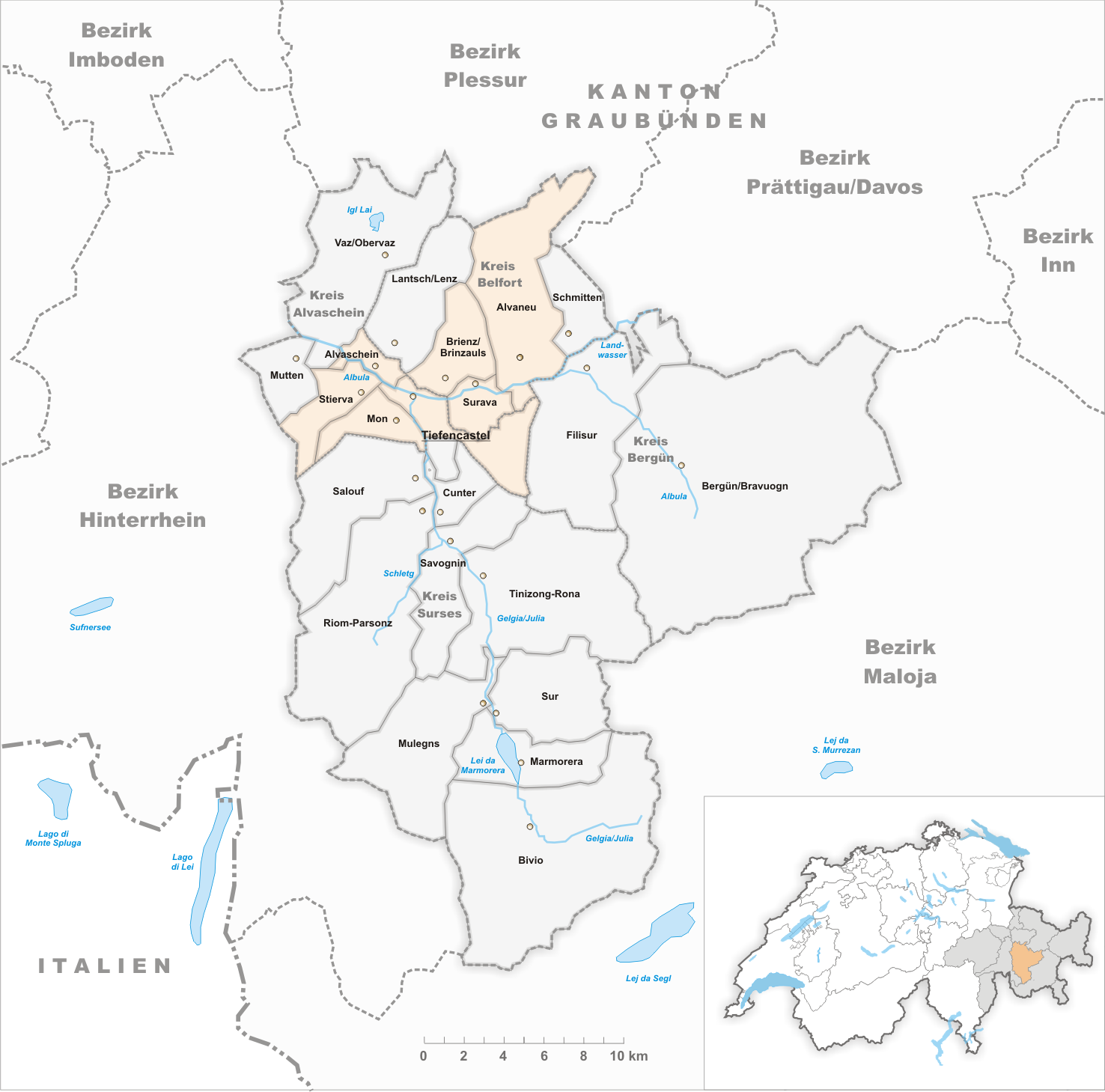
I comuni fino al 2014

- 1869: il comune di Surava viene aggregato a Brinzauls, poi tornato autonomo nel 1883
- 1890: il comune di Schweiningen cambia nome in Savognin
- 1902: il comune di Marmels cambia nome in Marmorera
- 1902: il comune di Stalla cambia nome in Bivio
- 1912: il comune di Latsch viene aggregato a Bergün
- 1920: il comune di Stugl viene aggregato a Bergün
- 1943: il comune di Bergün cambia nome in Bergün/Bravuogn
- 1943: il comune di Conters im Oberhalbstein cambia nome in Cunter
- 1943: il comune di Lenz cambia nome in Lantsch/Lenz
- 1943: il comune di Mons cambia nome in Mon
- 1943: il comune di Mühlen cambia nome in Mulegns
- 1943: il comune di Obervaz cambia nome in Vaz/Obervaz
- 1943: il comune di Präsanz cambia nome in Parsonz
- 1943: il comune di Reams cambia nome in Riom
- 1943: il comune di Roffna cambia nome in Rona
- 1943: il comune di Salux cambia nome in Salouf
- 1943: il comune di Stürvis cambia nome in Stierva
- 1943: il comune di Tinzen cambia nome in Tinizun
- 1944: il comune di Tinizun cambia nome in Tinizong
- 1979: aggregazione dei comuni di Parsonz e Riom nel nuovo comune di Riom-Parsonz
- 1996: il comune di Brienz cambia nome in Brienz/Brinzauls
- 1998: aggregazione dei comuni di Rona e Tinizong nel nuovo comune di Tinizong-Rona
- 2009: il comune di Wiesen viene aggregato a Davos. Il territorio del comune passa al Distretto di Prettigovia/Davos
- 2015: aggregazione dei comuni di Alvaneu, Alvaschein, Brienz/Brinzauls, Mon, Stierva, Surava e Tiefencastel nel nuovo comune di Albula